# Eliseu (Fußballspieler, 1983)
Eliseu  (* 1. Oktober 1983 in Angra do Heroísmo; voller Name Eliseu Pereira dos Santos) ist ein ehemaliger portugiesischer Fußballspieler mit Wurzeln auf den Azoren.

## Karriere

### Verein
Eliseu begann seine Karriere bei Marítimo Angra, von wo er zu Belenenses Lissabon kam. 2002 wurde er in die erste Mannschaft von Belenenses geholt. In seiner ersten Saison wurde der Verein Neunter der Liga. 2003/04 konnte das Team mit Eliseu gerade noch den Abstieg mit Platz 15 verhindern. Nach Platz neun in der Folgesaison wurde der Mittelfeldspieler für eine Saison an den Zweitligisten Varzim SC verliehen.
Dort wurde er Vierter in der zweiten Liga. Nachdem die Leihe geendet hatte, kehrte er umgehend nach Lissabon zurück und wurde mit Belenenses Fünfter der Liga und erreichte das Pokalfinale, wo man an Sporting Lissabon mit 0:1 scheiterte.
Anfang der Saison 2007/08 wechselte der Portugiese zum FC Málaga nach Spanien. Prompt stieg der Verein aus der Segunda Divisíon mit Platz zwei auf. In der darauffolgenden Saison in der höchsten spanischen Spielklasse wurde man Achter. Eliseu kam in beiden Saisonen nur auf acht Einsätze. 2009/10 wechselte er zu Lazio Rom nach Italien, den er im Januar 2010 leihweise Richtung Spanien verließ. Zuvor spielte er noch in der Europa League, wo er am 20. August gegen den Vertreter aus Schweden IF Elfsborg sein Debüt auf europäischer Klubebene feierte. Eliseu wurde beim 3:0-Erfolg im Hinspiel der 1. Runde der UEFA Europa League in Rom in der 75. Minute für Mauro Zárate eingewechselt.
Seit der Saison 2010/11 spielte er wieder für den FC Málaga. Im Juli 2014 unterzeichnete er einen Zweijahresvertrag bei Benfica Lissabon.

### Nationalmannschaft
Sein Debüt in der portugiesischen Nationalmannschaft gab er im freundschaftlichen Länderspiel gegen Estland am 10. Juni 2009. Er wurde in der 68. Minute für Duda ausgewechselt und erhielt eine gelbe Karte. Sein erstes Länderspiel-Tor erzielte er am 7. Oktober 2011 im EM-Qualifikationsspiel gegen Island (5:3).
Bei der Europameisterschaft 2016 wurde er in das Aufgebot Portugals aufgenommen und kam im Turnierverlauf zweimal zum Einsatz: Beim 3:3-Unentschieden gegen Ungarn im dritten Gruppenspiel sowie im Viertelfinale gegen Polen (Sieg im Elfmeterschießen). Beide Male spielte er über die volle Spielzeit. Portugal erreichte das Finale und wurde erstmals Europameister.

## Erfolge
In der Nationalmannschaft
- Europameister: 2016
- FIFA-Konföderationen-Pokal: 3. Platz 2017

Im Verein
- Aufstieg in die Primera División (1): 2008
- Italienischer Supercupsieger (1): 2009
- Portugiesischer Meister (3): 2015, 2016, 2017
- Portugiesischer Pokalsieger (1): 2017
- Portugiesischer Ligapokalsieger (2): 2015, 2016
- Portugiesischer Supercupsieger (3): 2014, 2016, 2017